# Merceología
La merceología  es una disciplina que estudia las mercancías, atendiendo al método de obtención, a su estructura, al proceso de elaboración, así como a su función o diseño.
La disciplina se apoya en varias ciencias auxiliares, entre ellas la química.
También puede definirse como una la disciplina que estudia las características de las mercancías, ya sea por su origen (animal, vegetal o mineral) o por función, de acuerdo al Sistema Armonizado de Designación y Codificación de Mercancías.
Constituye una herramienta de análisis para ayudar a la clasificación de las mercancías y su fin no es el mero análisis de las características de una mercancía.
El primer trabajo sobre el tema fue Vorbereitung zur Waarenkunde de Johann Beckmann, publicado en 1793.